# Paudalho
Paudalho là một đô thị thuộc bang Pernambuco, Brasil. Đô thị này có diện tích 270,35 km², dân số năm 2007 là 45805 người, mật độ 169,43 người/km².